# Joseph-François Hertel de la Fresnière
Joseph-François Hertel de la Fresnière, baptisé le 3 juillet 1642 et mort le 22 mai 1722, est un officier militaire de la Nouvelle-France.  

## Biographie
Joseph-François Hertel de la Fresnière est né à Trois-Rivières et a été baptisé le 3 juillet 1642. Il grandit avec la menace constante des Iroquois. Il est capturé par les Iroquois en 1661, et est adopté par une femme iroquoise. Il passe deux années parmi eux, en apprenant leur langue et leur culture. Il s'évade ensuite et retourne chez lui. Sa famille croyait qu'il était mort.  
Il participe à plusieurs expéditions contre les Iroquois, et assiste à la construction du Fort Frontenac. Il est brièvement emprisonné par les autorités locales pour allégation de trafic illégal de fourrure en 1678. Au début de la Première Guerre intercoloniale en 1689, il est nommé par le gouverneur Frontenac pour mener une expédition en 1690 contre l'établissement de Salmon Falls sur la frontière entre le Maine et le New Hampshire. Il contribue également à la bataille du Fort Loyal qui est situé à Portland. Lors de son retour au Canada, il participe à la défense de la ville de Québec lors de la bataille de Québec par les colons de la Nouvelle-Angleterre sous le commandement de William Phips.
Il se marie en 22 septembre 1664 avec Marguerite de Thavenet et ont ensemble 15 enfants,. Il hérite grâce au mariage avec cette dernière de la seigneurie de Chambly qu'il morcelle en faveur de ses fils. Le plus célèbre est Jean-Baptiste Hertel de Rouville, qui le suit dans ses exploits militaires. Le nom de Hertel est notoire dans les colonies anglaises à cause de leurs exploits, notamment en 1690, avec la victorieuse bataille de Fort Loyal avec la prise de ce fort anglais.
En 1716, après plusieurs années de requête par les gouverneurs de la Nouvelle-France, Joseph-François Hertel fut élevé au titre de noble.